# Меджибожки замък
Меджибожкият замък (на украински: Меджибізький замок) е крепост, разположена в село Меджибож, в горното течение на река Южен Буг, при вливането на река Бужок, на 30 километра източно от град Хмелницки и на 4 километра северно от път М-12.

## Описание
По плана от 16 век, замъкът е неправилен триъгълник с мощни стени и ъглови кули, силно издадени пред линията на стените. Дворът на замъка е дълъг 130 м, най-голямата ширина е 85 м, дебелината на стените е до 4 м, височината е до 17 м. Във вътрешния периметър са построени жилищни сгради, служебни помещения, в средата на двора е издигната църквата на замъка.

## История
Най-старите сведения за крепостта в Меджибож са от времето на укрепения град Рюрикович, възникнал на Южен Буг около 1146 година.
Първите староруски укрепления са построени тук още преди монголското нашествие, но в средата на XIII век те са разрушени по заповед на монголите, както и другите в Подолието.
През 1240 г., по времето, когато градът е собственост на галицкия княз Даниил Романович, Меджибож е превзет и унищожен от татарите. Крепостта е възстановена от князете Водзимер, след което е завършена от рода Корятовичи, на които тези земи са прехвърлени от Олгерд.
След като през 1362 г. Великото литовско княжество отвоюва Подилия от татарите, на мястото на бившите укрепления е построен укрепен замък. През 1540 г. хетман Миколай Шенявски реконструира замъка. Създадена е нова система от укрепления, оцеляла до днешно време.
Каменният замък става част от Земите на полската корона по времето на Кажимеж III Велики. Любарт от рода Гедиминовичи го използва като кралски замък през 1366 г. По-късно той е собственост на различни полски старости (местни старейшини и военноначалници, които са охранявали границите от набезите на кримските татари). Татарите извършват набези в подолските земи до времето, когато през 1507 г. техни отряди са унищожени от лвовския кастелан Ян Каменецки. След това събитие следва процъфтяването на Междибож. От 1648 г., в продължение на няколко години, замъкът е в ръцете на казаците на Богдан Хмелницки, самият Хмелницки многократно посещава замъка.
В историята на крепостта има и епизод, свързан с княз Гьорг II Ракоци, който се приютил в нея след поражението си през 1656 г. от хетмана Стефан Чернецки. Друг епизод касае казашкия хетман Петро Дорошенко. През 1666 г. той предлага на османския султан Мехмед IV под неговия протекторат да създаде Украйна, независима от Русия. Тогава поляците успяват да защитят Меджибож от турско-татарско-казашката обсада.
Но според мирния договор от Бучач, сключен през октомври 1672 г., Жечпосполита трябва да предаде на Османската империя Каменец Подолски и част от земите на левия бряг на Днестър. Още по-рано, през лятото на 1672 г., татарската орда на хан Менгли II Гирей, заедно с казаците на Дорошенко заема Меджибож. Турците, които са владели замъка, успяват да построят джамия на територията му, а също такаго разширяват и украсяват в ориенталски стил.
Виенската победа на Ян III Собиески променя ситуацията по полските граници. Родът Шенявски, който наследява Меджибож през 1684 г., се завръща в замъка.
Последният собственик на замъка Меджибож е Адам Йежи Чарториски. Поради участието му в полското въстание от 1830 г., замъкът е конфискуван от руските власти. Имението Меджибож през 1837 г. е превърнато във военно селище и прехвърлено под юрисдикцията на Департамента по военните селища.
През 21 век замъкът е реконструиран, в обслужващите помещения на замъка се намира местният исторически музей.

## Галерия
- Меджибож на пощенска картичка от 1900 г.
- Стената на замъка
- Замкова кула
- Бастея
- Общ изглед
- Артилерийски експонати
- Църква „Свети Николай Чудотворец“ от XVI век